# Derafch Kaviani
 (septembre 2017).
La bannière mythique de l'Iran serait le Derafch Kaviani. Il était fait d'une longue bande de cuir rectangulaire rappelant le tablier de forgeron de Kaveh qui mena une révolte contre le mauvais roi Zahhak (Dhaka). Ferdowsi cite ce tablier de cuir comme le symbole de l'indépendance iranienne, de résistance et d'esprit révolutionnaire des masses face aux envahisseurs étrangers. Ce drapeau était décoré de bandes de soie jaune, magenta et rouge écarlate. Kaveh était prononcé Kavak en pahlavi, ce qui signifie glorieux et Derafch-e Kaviani signifie glorieux drapeau de l'Iran.

Reconstitution de la bannière

## Dynastie achéménide (559-323 av. J.-C.)
Pendant la période achéménide, plus spécialement à l'époque de Cyrus II, le drapeau impérial persan était fait à l'image royale[pas clair], de forme rectangulaire, divisé en quatre triangles de même taille. Deux triangles étaient d'une couleur et les deux autres d'une autre. Le drapeau national iranien était cependant le même que le Derafch Kaviani décrit plus haut. Depuis les fouilles menées à Persépolis, les archéologues ont trouvé une autre bannière représentant un aigle et pouvant être le drapeau officiel sous les règnes de Darius Ier le Grand et de ses descendants.

## Dynastie sassanide (224-642 ap. J.-C.)
L'emblème persan était encore de cuir et de forme rectangulaire, recouvert d'une fine couche de soie ornée de joyaux avec au centre une étoile à quatre branches, pointant les quatre coins du monde. La même étoile est appelée Akhtare Kaviani (l'étoile Kaviani) par Ferdowsi dans le Livre des Rois. Ce drapeau était plus grand que le Derafch Kaviani original et installé sur un long javelot, dont l'extrémité apparaissait au-dessus de la bannière. En bas de cet emblème étaient cousues des bandes jaune, magenta et rouge écarlate, desquelles pendaient de larges pierres précieuse. Le Derafch Kaviani a été détruit par les Arabes après la défaite finale des Sassanides contre les Arabo-musulmans.